# (100535) 1997 CR22
(100535) 1997 CR22 es un asteroide perteneciente al cinturón de asteroides, descubierto el 3 de febrero de 1997 por el equipo del Spacewatch desde el Observatorio Nacional de Kitt Peak, Arizona, Estados Unidos.

## Designación y nombre
Designado provisionalmente como 1997 CR22.

## Características orbitales
1997 CR22 está situado a una distancia media del Sol de 2,374 ua, pudiendo alejarse hasta 2,819 ua y acercarse hasta 1,928 ua. Su excentricidad es 0,187 y la inclinación orbital 3,830 grados. Emplea 1336,11 días en completar una órbita alrededor del Sol.

## Características físicas
La magnitud absoluta de 1997 CR22 es 16,1.